# Pierre Fautrier
Pierre Fautrier, né le 30 janvier 1923 à Marseille et mort le 10 décembre 2014 dans la même ville,, est un coureur cycliste français professionnel de 1947 à 1952.

## Palmarès
- 1946
  - Souvenir Jean-Olive
  - 2e du championnat des Bouches-du-Rhône
- 1948
  - 3e du Circuit du Cantal
- 1950
  - 3e du Grand Prix du Midi libre

## Résultats sur les grands tours

### Tour de France
1 participation
- 1947 : non-partant (13e étape)